# Tiberius Hemsterhuis
Tiberius Hemsterhuis, nizozemski filozof, matematik, filolog, pedagog in zgodovinar, * 9. januar 1685, Groningen, Nizozemska, † 7. april 1766 Leiden, Nizozemska.
Hemsterhuis je predaval filozofijo, matematiko in zgodovino na Univerzi v Amsterdamu, toda najbolj je znan po svojem delu na področju filologije.